# ジョヴァンニ・ガストルディ

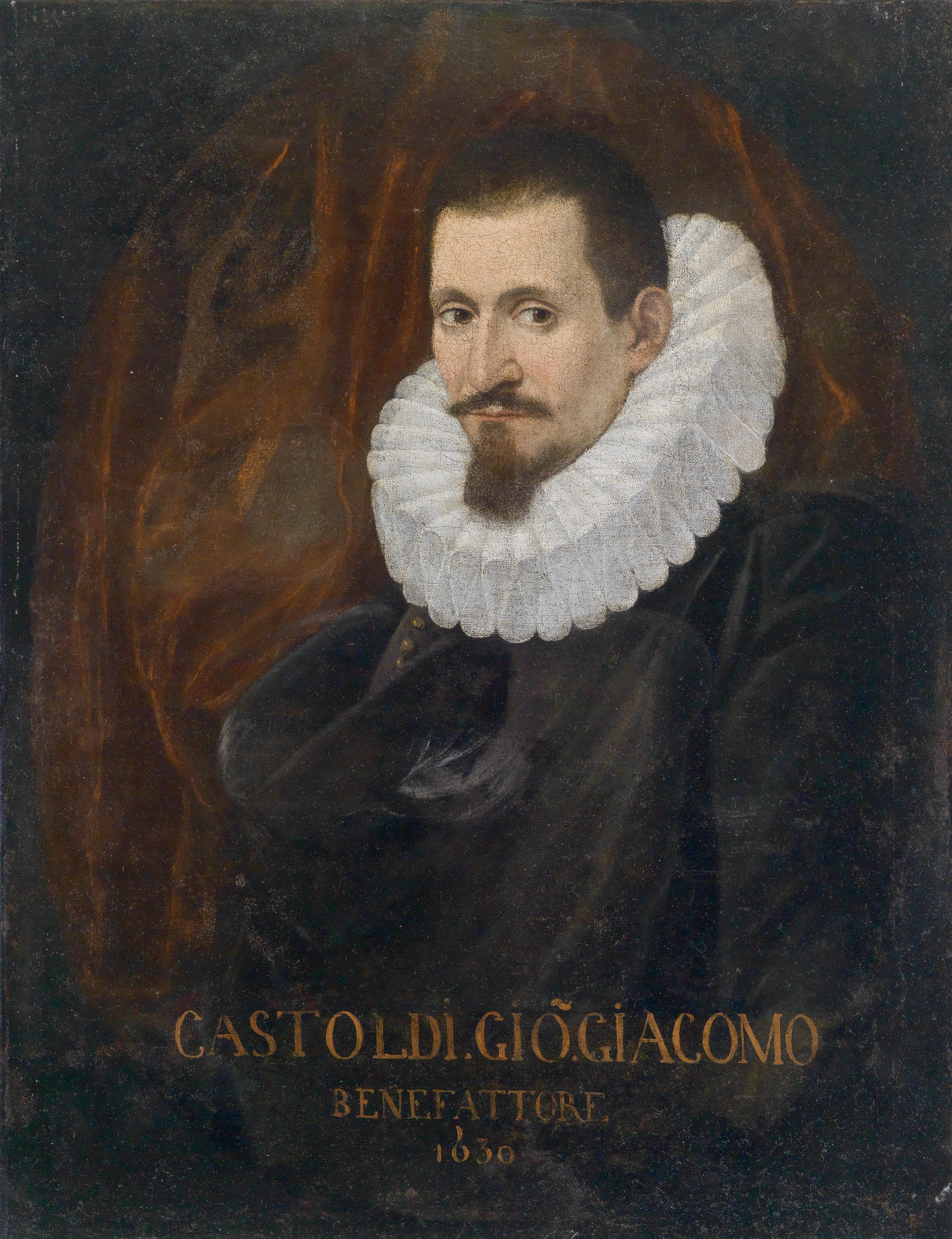
ジョヴァンニ・ジャコモ・ガストルディの肖像画（17世紀初頭）

ジョヴァンニ・ジャコモ・ガストルディ（Giovanni Giacomo Gastoldi, 1554年 - 1609年1月）は、後期ルネサンス音楽から初期バロック音楽にかけて活動したイタリアの作曲家。5声のための「バレッティ」の作曲家として名高い。

## 経歴
ガストルディはロンバルディア州のカラヴァッジョ (ベルガモ県)で生まれた。1592年にジャケス・デ・ヴェルトの後任としてマントヴァのサンタ・バルバラ教会の楽長に就任し、1605年までゴンザーガ家に仕えた。フィリッポ・ロマッツォの説によると、その後はミラノのドゥオーモ教会の聖楽隊長に転進したというが、真偽のほどは定かでない。

## 作品
ガストルディは、数巻のマドリガーレや様々な宗教曲および若干の器楽曲を作曲した。彼の世俗的声楽作品で特筆すべきは1602年の《5声のためのマドリガーレ第4巻Quarto libro de' madrigali a cinque voci》で、これはバッティスタ・グァリーニの絶大な人気を博した牧歌的悲喜劇『忠実な羊飼い(Il pastor fido)』からほぼ全ての脚本設定がなされている。ガストルディ自身によると、この作品集の少なくとも1つはスペイン女王の来駕に伴う祭りの一環で上演された1598年11月の演劇で演奏された。

### バレッティ
彼の2組のバレッティは、踊りのための有節歌曲ながら最も顕著で影響力が大きかった。これらは5声楽のために書かれ、恋人と恋愛行為の一種を擬態化するような「ファララ」などの無意味な音節を含んでいる。総じて ガストルディのバレッティはミュージカル調のコンメディア・デッラルテで、《満足した男 Contento》《勝者 Premiato》《言い寄る男 L'Inamorato》《悦び Piacere》《麗しの女 La Bellezza》《愛の讃美 Gloria d'Amore》《燃えさかっている男 L'Acceso》《恋の狩人 Caccia d'Amore》《蔑み Il Martellato》《美しい男 Il Bell'humore》《アモールの勝利 Amor Vittorioso》《愛の希望 Speme Amorosa》といった楽曲がある。舞曲との密接な関係から予測されるように、彼のバレッティは基本的に単純な和音のテクスチュアや早口の発音、対位法表現を犠牲にしたリズミカルなアクセントが特徴的である。
ガストルディの《5声のためのバレッティBalleti a Cinque Voci》は1591年にヴェネツィアで出版され、たちまちベストセラー入りし、瞬く間に版を重ねただけでなく、外国でも出版された。オラーツィオ・ヴェッキやアドリアーノ・バンキエリ、ハンス・レーオ・ハスラーやトマス・モーリーといった作曲家がこの音楽創作に強く魅了され、なかでもモーリーのバレット《今は花の5月 Now is the Month of Maying 》は、明らかにガストルディに影響されている。
多くのフロットーラ、ビリャンシーコ、シャンソン・フランセーズが舞曲と密接なつながりがあったのは確かだが、ガストルディは器楽曲のパターンをお手本に舞曲を作った13世紀以降で最初の学者と見られており、器楽演奏曲についてのみ完全にそれが当てはまる。
バレッティの標題紙では、ガストルディに「最も穏やかなマントヴァ公爵の聖歌隊指揮者(Maestro di Cappella del Serenissimo Signor Duca di Mantova)」の肩書を設けている。ただしこれは内容全体が純粋な遊び心や気楽さや華やかさを集めたものなので、ガストルディ作品における本能的な無邪気さの裏にある洗練さを隠すような意図は微塵もない。共通点はやはり、リズムや文章の美しさや調性などを無視してファララを繰り返した（グロリア・ダモアでは「lirum-lirum」となっている）ことである。ガストルディは時に3倍の時間を掛けて作曲したり、メジャーとマイナーを交互ないし両方とも使用するなどして、自分のバレエ曲構成を変えようと模索した。それ以外で、彼が複数「登場人物」間の心理描写の違いを際立たせる試みと言えるようなものはない。

### 翻案作品
オランダでは、ガストルディのイタリア作品が翻案されてオランダ語のコントラファクトゥーアで絶大な人気を博した。